# Elfrida del Wessex
Elfrida del Wessex, o Ælfthryth o Elftrudis oppure Elftrude (877 circa – 7 giugno 929), fu, attraverso il suo matrimonio con il Conte delle Fiandre, Baldovino II, la seconda Contessa delle Fiandre.

## Origine
Secondo le Old English Chronicles e gli Annals of Roger de Hoveden, fu una delle figlie del re del regno anglosassone meridionale del Wessex, Alfredo il Grande (venerato come santo dalla Chiesa cattolica) e di sua moglie, Ealhswith, figlia di Æthelred detto Mucil (il Grande oppure il duca), che era il priore magistrato dei Gaini (una tribù della Mercia) e di sua moglie, la nobile, Eadburga.

## Biografia
Verso l'884, Elfrida fu data in sposa al  conte di Fiandra e di Artois, Baldovino II, figlio del primo conte di Fiandra e poi anche conte di Cambrai, Baldovino I e di Giuditta, figlia primogenita del re dei Franchi occidentali e futuro Imperatore d'Occidente (875-877), Carlo il Calvo e della prima moglie, la nipote di Adalardo il Siniscalco, Ermentrude (ca. 830-†869), figlia del conte di Orleans, Oddone (o Eudes) I e d'Engeltrude di Fézensac (sorella di Adalardo), forse discendente di Carlo Martello.
Questa unione aveva scopi puramente politici, rafforzava infatti il fronte comune Anglo/Fiammingo contro il pericolo Vichingo
Secondo il documento 73 del Cartulaire de l'abbaye de Saint-Bertin fu Elfrida che, nel settembre 918, decise di seppellire il marito, Baldovino II nell'Abbazia di San Bertino a Saint-Omer; e sempre in quel mese di settembre, dal documento n° 14 delle Chartes et documents de l´abbaye de Saint Pierre au Mont Blandin à Gand, redatto da Elfrida e dai figli, Arnolfo e Adalolfo, si viene a conoscenza di una offerta per l'anima di Baldovino II.
Secondo gli Annales Blandinienses Elfrida morì nel 929, mentre, nel sonetto Grafin Elstrudis, a lei dedicato, viene specificato che il 7 giugno è il giorno esatto della morte di Elfrida. Elfrida fu tumulata nell'Abbazia di San Bertino a Saint-Omer, vicino al marito, Baldovino II.
Un documento del 962, il n° 29 delle Chartes et documents de l´abbaye de Saint Pierre au Mont Blandin à Gand, che esprimeva le ultime volontà del conte Arnulfo, rammenta che le tombe dei suoi genitori, Baldovino II e Elfrida, furono trasferite a Gand, nel monastero di San Pietro (Abbaye Saint-Pierre de Gand).

## Figli
A Baldovino Elfrida diede quattro o cinque figli:
- Arnolfo[5] (885/9[16]- 27 marzo 964), conte di Fiandra;
- Adalolfo[5] (893/9[10]-13 novembre 933), conte di Boulogne;
- Elswide, citata nel Chronicon Æthelweardi[1];
- Ermentrude, citata nel Chronicon Æthelweardi[1];
- una femmina di cui non si conosce il nome, ma che ebbe un figlio, di cui Arnolfo I di Fiandra era lo zio materno:
  - Ildebrando (?- dopo il 961), che secondo il Cartulaire de l'abbaye de Saint-Bertin divenne abate dell'abbazia di San Bertino ed era il nipote del conte di Fiandra, Arnolfo I[17]; anche secondo la Chronica Monasterii Sancti Bertini auctore Iohanne Longo de Ipra era nipote di Arnolfo I (avunculus, il fratello della madre)[18]. Ildebrando compare in un documento, per l'ultima volta, nel gennaio 961[19].

## Ascendenza
|                      |   |                | Genitori |  |  | Nonni |  |  | Bisnonni           |  |  | Trisnonni         |  |
|                      |   |                |          |  |  |       |  |  | Egberto del Wessex |  |  | Ealhmund del Kent |  |
|                      |   |                |          |  |  |       |  |  | Egberto del Wessex |  |  | Ealhmund del Kent |  |
|                      |   | …              |          |  |  |       |  |  | Egberto del Wessex |  |  |                   |  |
| Etelvulfo del Wessex |   |                |          |  |  |       |  |  | Egberto del Wessex |  |  |                   |  |
|                      |   | Oslac di Wight | …        |  |  |       |  |  |                    |  |  |                   |  |
|                      |   | Oslac di Wight | …        |  |  |       |  |  |                    |  |  |                   |  |
|                      |   | Oslac di Wight | …        |  |  |       |  |  |                    |  |  |                   |  |
| Alfredo il Grande    |   | Oslac di Wight |          |  |  |       |  |  |                    |  |  |                   |  |
|                      |   | …              | …        |  |  |       |  |  |                    |  |  |                   |  |
|                      |   | …              | …        |  |  |       |  |  |                    |  |  |                   |  |
|                      |   | …              | …        |  |  |       |  |  |                    |  |  |                   |  |
| Osburga              |   | …              |          |  |  |       |  |  |                    |  |  |                   |  |
|                      |   | …              | …        |  |  |       |  |  |                    |  |  |                   |  |
|                      |   | …              | …        |  |  |       |  |  |                    |  |  |                   |  |
|                      |   | …              | …        |  |  |       |  |  |                    |  |  |                   |  |
| Elfrida del Wessex   |   | …              |          |  |  |       |  |  |                    |  |  |                   |  |
|                      | … | …              |          |  |  |       |  |  |                    |  |  |                   |  |
|                      | … | …              |          |  |  |       |  |  |                    |  |  |                   |  |
|                      | … | …              |          |  |  |       |  |  |                    |  |  |                   |  |
| Aethelred Mucil      | … |                |          |  |  |       |  |  |                    |  |  |                   |  |
|                      |   | …              | …        |  |  |       |  |  |                    |  |  |                   |  |
|                      |   | …              | …        |  |  |       |  |  |                    |  |  |                   |  |
|                      |   | …              | …        |  |  |       |  |  |                    |  |  |                   |  |
| Ealhswith            |   | …              |          |  |  |       |  |  |                    |  |  |                   |  |
|                      |   | …              | …        |  |  |       |  |  |                    |  |  |                   |  |
|                      |   | …              | …        |  |  |       |  |  |                    |  |  |                   |  |
|                      |   | …              | …        |  |  |       |  |  |                    |  |  |                   |  |
| Eadburh              |   | …              |          |  |  |       |  |  |                    |  |  |                   |  |
|                      |   | …              | …        |  |  |       |  |  |                    |  |  |                   |  |
|                      |   | …              | …        |  |  |       |  |  |                    |  |  |                   |  |
|                      |   | …              | …        |  |  |       |  |  |                    |  |  |                   |  |
|                      |   | …              |          |  |  |       |  |  |                    |  |  |                   |  |

### Fonti primarie
- (LA)  Chartes et documents de l´abbaye de Saint Pierre au Mont Blandin à Gand.
- (LA)  Monumenta Germanica Historica, tomus IX.
- (LA)  Nithardus, Historiae.
- (LA)  Annales Bertiniani.
- (LA)  Monumenta Germanica Historica, tomus V.
- (LA)  Monumenta Germaniae Historica, Scriptores, tomus XXV.
- (LA)  Cartulaire de l'abbaye de Saint-Bertin.
- (LA)  Monumenta Germanica Historica, Poetarum Latinorum Medii Aevi, tomus V/Fasc. I.

### Letteratura storiografica
- (EN)  Old English Chronicles.
- (EN)  Annals of Roger de Hoveden, vol. I.